# صلاح قاضی
صلاح قاضی فرمانده سپاه سوم عراق در جنگ هشت ساله ایران و عراق بود که در اردیبهشت ماه ۶۱ به دستور صدام حسین اعدام شد.

## زندگی
وی اهل استان الانبار بود که پس از کودتای ۱۷ تموز در ارتش عراق رشد کرد. احمد حسن البکر او را به عنوان فرمانده گردان چهارم تانک تابع لشکر چهارم پیاده منصوب کرد. سال ۱۳۵۹ فرمانده تیپ ۱۶ زرهی شد. چند ماه بعد به عنوان فرمانده لشکر پنجم مکانیزه و اواخر سال ۱۳۶۰ فرمانده سپاه سوم عراق شد.

## مرگ
در عملیات بیت‌المقدس صلاح قاضی دستور عقب‌نشینی از خرمشهر را صادر کرد که به همین خاطر به دستور صدام اعدام شد.